# La Communauté de l'Anneau
Cet article concerne l'œuvre littéraire de J. R. R. Tolkien. Pour les différentes adaptations, voir La Communauté de l'anneau (homonymie).
La Fraternité de l'Anneau
La Fraternité de l'Anneau (The Fellowship of the Ring dans son titre original, La Communauté de l'Anneau dans la première traduction de Francis Ledoux) est la première partie du Seigneur des anneaux, roman en trois volumes de l'écrivain britannique J. R. R. Tolkien, parue le 29 juillet 1954 au Royaume-Uni.

## Résumé

### Livre I
Le Livre I commence avec la description de l'agitation que fait naître dans la Comté l'annonce de la fête qui aura lieu en l’honneur du 111e anniversaire de Bilbon, un Hobbit, et du 33e anniversaire de Frodon, petit cousin que Bilbon a adopté. Les aventures de Bilbon, inhabituelles pour le peuple casanier et tranquille des Hobbits, sont l'objet de toutes sortes de rumeurs, et certains pensent qu'il cache chez lui un fabuleux trésor. En outre, Bilbon est étonnamment bien conservé pour un vieillard centenaire. Mais sa grande générosité fait taire l'envie que pourraient susciter sa richesse et sa jeunesse, et chacun attend la fête avec impatience, car manger, boire et recevoir des cadeaux sont les occupations favorites des Hobbits. Gandalf, magicien et vieil ami de Bilbon, arrive à la Comté, et se joindra à la réception en tant qu'artificier.
La fête organisée à cette occasion est un succès, jusqu’à ce que Bilbon disparaisse subitement pendant son discours. En réalité, il a utilisé un anneau magique, qui confère l'invisibilité à celui qui le porte, afin de rentrer subrepticement chez lui. Gandalf l'y retrouve et Bilbon, qui se sent vieux, fatigué et bizarrement étiré, repart à l'aventure, comme il s'y était décidé avant la réception. Le Hobbit laisse derrière lui, avec quelques réticences, son anneau magique et lègue tout ce qu'il possède à Frodon. Frodon, quelque temps après, se précipite chez Bilbon, mais son oncle étant déjà parti, c'est Gandalf qui l’informe de la situation et lui recommande de mettre l’anneau en sûreté. Gandalf, perplexe devant les hésitations de Bilbon à s'en défaire, n'a cessé de s'interroger sur la véritable origine de l'anneau, et quittera également la Comté, plus tôt que prévu, afin de régler certaines affaires.
S'écoulent alors de longues années, pendant lesquelles Gandalf revient discrètement dans la Comté de temps à autre. Puis il ne reparaît plus pendant des années, et Frodon ne pense plus le revoir. Un jour, cependant, 17 ans après la réception du début du livre, Gandalf revient voir Frodon pour l'informer qu'il a enfin découvert la provenance de l’anneau. Il vérifie ce qu'il soupçonne en jetant l'anneau dans le feu, ce qui révèle une inscription en écriture elfique et en une langue du Mordor : il s'agit bien de l’Anneau unique, forgé dans le Mont Destin, et appartenant à Sauron, le maître des ténèbres, qui y a instillé une partie de sa puissance. L'anneau avait été pris à Sauron par Isildur, puis, tombé dans une rivière, était entré en possession de Sméagol, membre d'un peuple sans doute parent des Hobbits. Sméagol, rongé par le meurtre qu'il avait commis pour s'emparer de l'anneau et par la puissance de celui-ci, était alors devenu une créature hideuse fuyant la lumière, et avait pris le nom de Gollum. C'est en rencontrant ce dernier que Bilbon avait trouvé l'anneau, ou que, selon Gandalf, Bilbon était destiné à le trouver malgré la volonté propre de l'anneau qui cherchait à retrouver son maître.
Or Sauron, affaibli depuis la perte de son anneau, est à présent sorti de la Forêt Noire et reconstruit ses forces. Grâce à la capture de Gollum et aux tortures que ce dernier a subi pour lui extorquer des informations, Sauron a pris conscience de l'existence des Hobbits et, en particulier, de l'existence de Bilbon. Des créatures étranges rôdent autour de la Comté, et des Elfes et des Nains fuient vers l'Ouest. Frodon, maintenant conscient du danger que fait peser l'anneau sur la Comté, doit partir pour Brie : Gandalf soupçonne que les Cavaliers Noirs, servants de l’Anneau, seront bientôt à sa poursuite. Après quelques mois de préparatifs, visant à rendre son départ aussi anodin que possible, Frodon vend Cul-de-Sac, le domaine de son oncle. Frodon sera accompagné de trois Hobbits : Samsaget Gamgie (dit Sam), Meriadoc Brandibouc (dit Merry) et Peregrin Touc (dit Pippin). Durant son parcours, le groupe vivra plusieurs péripéties, notamment dans la Vieille Forêt et les Hauts des Galgals, avant de rencontrer Tom Bombadil. Celui-ci leur offre une épée à chacun avant de les quitter. Les quatre Hobbits arrivent à Brie où ils font la rencontre d'un rôdeur, Grands-Pas (Aragorn), qui se révèle être un ami de Bilbon et de Gandalf, et aussi l’héritier du trône du Gondor. Celui-ci les mène à Fondcombe après deux confrontations avec les Cavaliers Noirs, la première au pied du Mont Venteux, la deuxième au gué menant à Fondcombe.

### Livre II
Arrivés à Fondcombe, ils retrouvent Gandalf et Bilbon. A lieu ensuite le conseil d'Elrond, qu’Elrond (le maître de Fondcombe) préside ; Gandalf y révèle la trahison du chef de son ordre : Saruman le Blanc (qui se tourne vers le mal). Il est décidé ensuite qu'il faut aller en Mordor, jusqu'à la Montagne du Destin, lieu où l'Anneau a été forgé, seul lieu où il peut être détruit et ainsi vaincre Sauron à jamais. Frodon se propose pour mener cette quête. Il sera accompagné de huit compagnons qui ont choisi de l’accompagner et de l'aider dans cette tâche : Sam Gamgie, son ami de toujours, Merry, Pippin (le plus jeune), Aragorn, Gandalf, Boromir le fils de l'intendant du Gondor, qui est un Homme, Legolas, le représentant des Elfes, et Gimli (fils de Glóin), celui des Nains.
Après avoir échoué à franchir le col de Caradhras, la compagnie décide de passer par les mines de Moria, un ancien royaume nain. Mais pour y entrer, il faut résoudre l'énigme inscrite sur une porte en caractères elfiques : « Parlez, ami, et entrez. » Gandalf finit par trouver la solution : dire « ami » dans le langage des Elfes (« Mellon »). La porte s'ouvre juste au moment où un monstre caché dans les profondeurs du lac attenant à la porte s’éveille et attaque la compagnie. Ils parviennent à lui échapper et pénètrent dans les mines. Ils y découvrent le tombeau de Balin, ancien compagnon de Bilbon et du père de Gimli. Éphémère seigneur de la Moria, qu'il a voulu reconquérir, il a finalement été tué par les Orques. Ils sont à leur tour attaqués par des Orques, et un Troll. Au cours de la mêlée, Frodon manque de se faire tuer mais il est sauvé par sa cotte de mailles en mithril, offerte par Bilbon. Alors qu'ils fuient, ils sont rejoints par un Balrog, un démon de feu des temps anciens. Gandalf l'affronte seul et le précipite dans un abîme. Dans sa chute, le Balrog fait tourner son fouet et l’attrape, et ils sont tous deux précipités dans les profondeurs de la Moria. La compagnie ne compte plus alors que huit membres.
Ils continuent leur route et arrivent dans la Lorien, un domaine des Elfes, où ils rencontrent Galadriel. Celle-ci, grâce à son miroir magique, montre à Frodon ce que deviendrait le monde s'ils échouaient dans leur quête. Avant que la compagnie ne parte, elle donne à chacun un cadeau. Frodon reçoit une fiole magique qui l’éclairera dans les moments les plus sombres. La compagnie poursuit son voyage dans trois barques jusqu'aux chutes du Rauros, où ils font une halte sur la rive ouest pour décider de la suite de leur itinéraire. Boromir, sous l’emprise de l’Anneau, essaie alors de le prendre à Frodon. Frodon lui échappe et, de peur que l'Anneau n'exerce son pouvoir sur ses autres compagnons, décide de fuir seul vers le Mordor. La compagnie le cherche, mais seul Samsaget le retrouve, car il a compris le projet de Frodon. Tous deux traversent le fleuve et partent vers le Mordor et leur destin.
Ainsi s’achève le livre de la Communauté de l’Anneau.

## Écriture
Après le succès du Hobbit, l'éditeur de Tolkien, Allen & Unwin, l'encourage a écrire une suite. Celui-ci reprend donc son personnage de Bilbo Bessac et commence la rédaction du manuscrit vers la fin de 1937. Après quelques tentatives, il décide de centrer cette suite sur l'anneau découvert par Bilbo lors de son précédent voyage. Au fil des réécritures « l'anneau elfique » devient l'Anneau unique, forgé par Sauron. L'histoire se met lentement en place et d'autres Hobbits font leur apparition : Bingo, Frodo et Odo. Ils partent pour Fendeval, dans un récit au ton encore bon enfant, proche de celui du Hobbit — ton qui subsiste en grande partie dans la version définitive des premiers chapitres du Livre I. Sur leur route, ils croisent un cavalier entièrement drapé dans un manteau. Après un bref moment d'angoisse, le cavalier éclate de rire : il s'agit du magicien Gandalf. Mais Tolkien abandonne aussitôt cette idée au profit d'une autre, bien plus sinistre : Bingo et ses compagnons sont désormais poursuivis par des Cavaliers noirs. Dans une lettre à Stanley Unwin, Tolkien indique alors que l'histoire a pris « un tour inattendu ».
Mi-septembre 1938, le récit a atteint la conversation, à Fendeval, entre Bingo — peu après rebaptisé Frodo — et le nain Glóin. Tolkien marque une pause et décide de retravailler les premiers chapitres. Car l'histoire évolue alors même qu'il l'écrit, ce qui nécessite de fréquentes corrections pour accorder les passages les plus anciens avec les plus récents. À ce stade, le livre couvre 300 pages manuscrites et Tolkien, optimiste, estime qu'il en faudra encore 200 pour le terminer. Le récit est pourtant encore loin de sa version finale : par exemple, l'étranger rencontré à Brie n'est pas encore Aragorn mais Trotter, un simple Hobbit aventureux qui porte des chaussures de bois.
1939 est une année difficile pour Tolkien. Un accident survenu au cours de l'été se solde par une commotion cérébrale et le début de la Seconde Guerre mondiale entraîne un accroissement de ses responsabilités à Oxford. Il continue pourtant à travailler sur Le Seigneur des anneaux et rédige en décembre un chapitre intitulé « Les Mines de Moria » (« Un voyage dans le noir », dans la version finale, chapitre 4 du Livre II). Il n'y revient pas avant août 1940, mais se consacre à des corrections dans le texte déjà existant. Il reprend ensuite l'écriture et termine le Livre II à la fin de l'année 1941.

## Publication
À cause de la longueur de l'œuvre, la maison d'édition Allen & Unwin décida d'une publication en trois volumes et demanda à Tolkien de chercher un sous-titre pour cette première partie. Tolkien hésita entre plusieurs idées, notamment Le Retour de l'ombre, avant de s'arrêter sur La Fraternité de l'Anneau (The Fellowship of the Ring).
La Fraternité de l'Anneau paraît en Grande-Bretagne le 29 juillet 1954 et aux États-Unis le 21 octobre 1954. Les 4 500 exemplaires tirés sont rapidement épuisés.

## Traduction
La première traduction française, réalisée par Francis Ledoux, sort en 1972 sous le titre La Communauté de l'anneau. Elle reçoit le prix du Meilleur livre étranger en 1973.
Une nouvelle traduction sort en 2014 sous le titre La Fraternité de l’Anneau. Elle est réalisée par Daniel Lauzon qui avait déjà retraduit Le Hobbit en 2012, les éditions Bourgois souhaitant homogénéiser les traductions françaises des œuvres de Tolkien. De nouveaux noms sont employés pour désigner certains personnages et lieux, et des erreurs présentes dans la première traduction sont corrigées.

## Accueil critique
Les critiques furent plus favorables que l'auteur ne s'y attendait.
W. H. Auden en fait une critique positive dans The New York Times.

## Adaptation cinématographique
Il en a été tiré un film, Le Seigneur des anneaux : La Communauté de l'anneau, sorti fin 2001 en Europe. C'est le premier volet de la trilogie cinématographique Le Seigneur des anneaux réalisée par Peter Jackson.